# Heliophanus fuerteventurae
Heliophanus fuerteventurae este o specie de păianjeni din genul Heliophanus, familia Salticidae, descrisă de Schmidt, Krause, 1996. Conform Catalogue of Life specia Heliophanus fuerteventurae nu are subspecii cunoscute.